# Stubby (Hund)

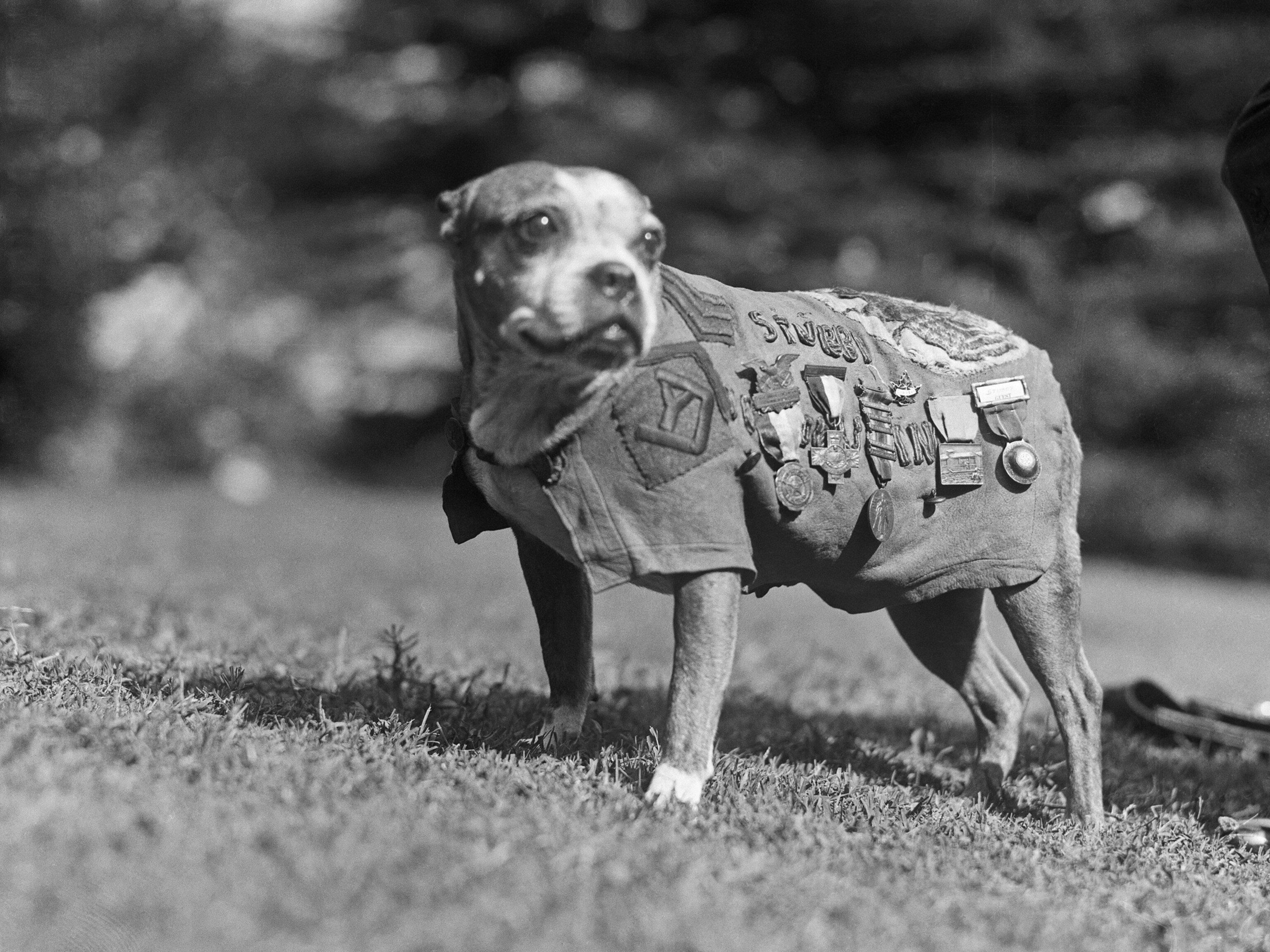
Sergeant Stubby

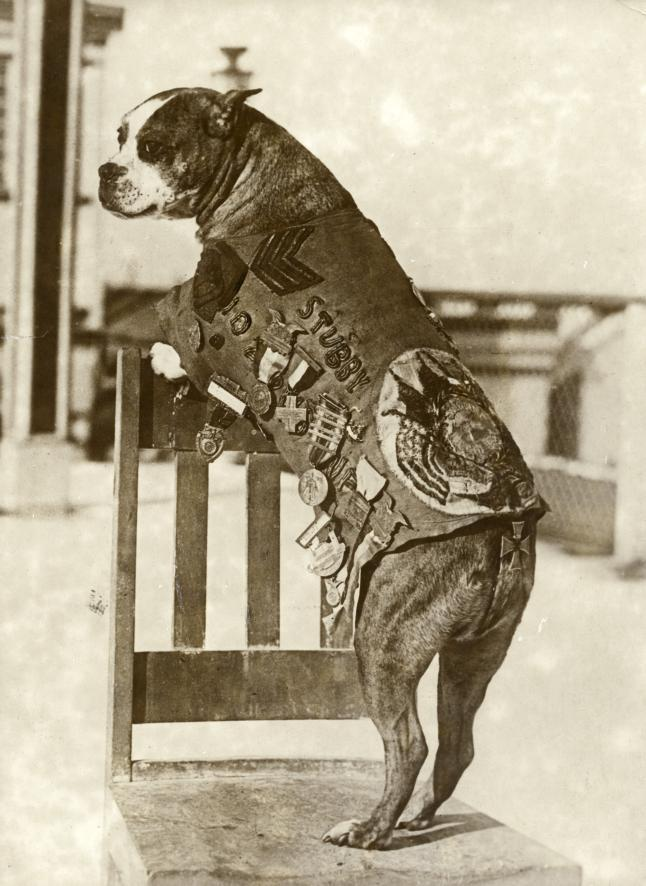

Sergeant Stubby (geboren 1916 oder 1917; gestorben 16. März 1926) war der am höchsten ausgezeichnete Hund des Ersten Weltkriegs und der einzige, der in den Rang eines „Sergeants“ (Unteroffizier) erhoben wurde.

## Jugend
Stubby war ein Bullterriermischling (vermutlich aus Boxer oder Boston Terrier), der, einige Wochen alt, 1917 auf dem Campusgelände der Universität Yale als Streuner John Robert Conroy zulief. Als dieser als Soldat nach Frankreich musste, schmuggelte er den Hund an Bord der USS Minnesota.

## Militärdienst
Stubby diente 18 Monate in der 102. Infanterie, 26. (Yankee)-Division in den Schützengräben des Ersten Weltkriegs, nahm dabei an 4 Offensiven und 17 Schlachten teil. Er wurde mit vielen militärischen Orden ausgezeichnet. Diese trug er an einem Halsband, das die Frauen von Château-Thierry für ihn gefertigt hatten. Stubby lernte, seine Einheit vor Giftgasangriffen zu warnen und verwundete Soldaten im Niemandsland der Schlachtfelder ausfindig zu machen. Er war in der Lage, das Herannahen einer Artilleriegranate früher als seine Einheit wahrzunehmen und entsprechend Laut zu geben. Er stellte sogar im Alleingang einen deutschen Späher. Stubby wurde einige Male verwundet und lernte eine Art Salut.

## Späte Jahre
1922 bis 1923 besuchte Stubby mit John Robert Conroy die Georgetown University und wurde das Maskottchen der Leichtathletikmannschaft. Er verstarb am 16. März 1926 in den Armen seines Besitzers. Stubby wurde später präpariert und ist heute gemeinsam mit der Brieftaube Cher Ami im  National Museum of American History des Smithsonian Museums ausgestellt.

## Orden und Auszeichnungen

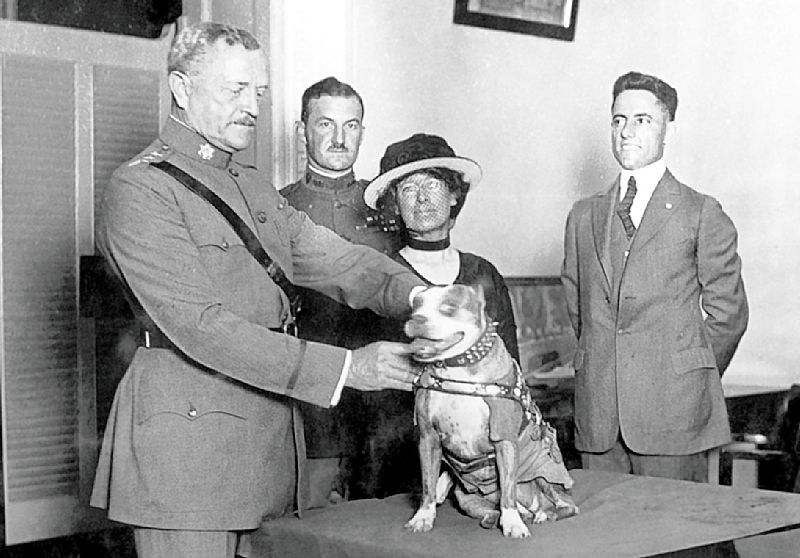
General John Pershing zeichnet Stubby mit einer Medaille aus

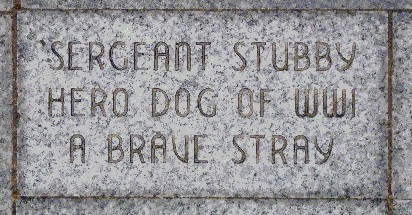
Ehrung am Liberty Memorial

Zu Kriegsende traf Stubby Präsident Woodrow Wilson und schüttelte seine Hand. Er erlangte recht große Berühmtheit und marschierte in vielen Paraden mit. 1921 erhielt er die „special gold medal“ von General John Pershing für die an seinem Vaterland geleisteten Dienste.

## Animationsfilm
Im Jahr 2018 erschien der Computeranimationsfilm Sgt. Stubby: An American Hero. Logan Lerman spricht den Infanteristen Robert Conroy, dem der Hund zugelaufen war.